# مؤسسه امان
مؤسسه امان (انگلیسی: Aman Foundation) یک سازمان غیرانتفاعی در کراچی با هدف تمرکز بر راه حل‌های مربوط به بهداشت و آموزش است. این موسسه در سال ۲۰۰۸ با بودجه ۱۰۰ میلیون دلاری توسط عارف نقوی و فائزه نقوی تأسیس شد.